# قرة قشلاق (ورغاهان)
قرة قشلاق (بالفارسية: قره‌قشلاق) هي منطقة سكنية تقع في إيران في قسم ورغاهان الریفي. يقدر عدد سكانها بـ 67 نسمة .